# Sweatshop
Ein Sweatshop bzw. Ausbeutungsbetrieb ist eine Bezeichnung für Fabriken bzw. Manufakturen, üblicherweise in einem Entwicklungsland, in denen Menschen zu Niedriglöhnen arbeiten.
Multinationale Konzerne lagern ihre Arbeitsplätze mit vornehmlich manuellen Tätigkeiten und mäßigen Bildungsanforderungen oft in Sweatshops aus, um die Lohnstückkosten zu senken.
Sweatshops finden sich vornehmlich in Entwicklungs- und Schwellenländern. In Mexiko und Mittelamerika sind sie unter dem Namen Maquilas bekannt. In Indien arbeiten viele junge Mädchen und Frauen in Sweatshops (z. B. Sumangali-Fabriken), weil sie die gesellschaftlich verankerte Mitgift erwirtschaften müssen.

## Arbeitsbedingungen
Die in derartigen Betrieben vorherrschenden Arbeitsbedingungen werden oftmals wie folgt beschrieben:
- geringes Arbeitsentgelt
- lange Arbeitszeiten
- keine Tarifverträge
- fehlender Kündigungsschutz
- Gewalt ist oft Normalität als Strafe für schlechtes oder langsames Arbeiten (z. B. Schlagen oder Arbeiten in der Sonne bei extremen Temperaturen)[2]

## Geschichte

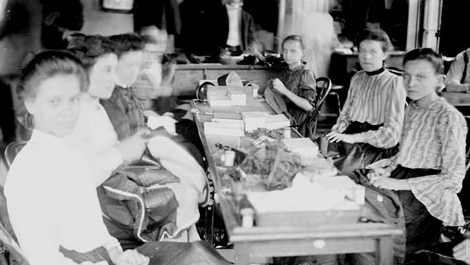
Näherinnen in einem Sweatshop in Chicago, 1903

Die ersten Sweatshops entstanden zu Beginn der industriellen Revolution im England der 1830er bis 1850er Jahre. Die bisherigen mittelalterlichen Handwerksbetriebe, mit den „workshop“ (vergleiche „Werkstatt“) genannten Betriebsstätten und den darin angestellten Handwerksburschen und -gesellen, begannen an Bedeutung zu verlieren. Insbesondere im Bereich der Textilproduktion bildeten sich frühzeitig größere Fabriksysteme heraus, die einen hohen Bedarf an Arbeitskräften für einfachste Tätigkeiten hatten. Hierbei trat der „Sweater“ als Mittelsmann im „sweating system“ auf, das mit „sweat“ = „Schweiß“ bildlich die Arbeitsbedingungen in den neu eingerichteten Betriebsstätten (Hausindustrie) wiedergab, die man ab etwa 1850 daselbst als „sweat shop“ zur Abgrenzung von herkömmlichen Werkstätten nannte.
Mit der Fortentwicklung des sweating system entstand im Verlauf dieser Jahrzehnte immer mehr das Phänomen, dass ein Sweater Mittelsmann wieder Subkontraktoren hatte, die wiederum Subkontraktoren hatten, die wiederum Subkontraktoren hatten, die ein jeder Geld vom ursprünglich Kontrakt einbehielten, bis dahin, dass ein Arbeiter zu einem Hungerlohn das eigentliche Werk herstellte. Hungerlohn war zu jener Zeit nicht im übertragenen Sinne zu verstehen, wie Charles Kingsley in seinem Aufsatz Cheap Clothes and Nasty von 1850 darstellte, da der Lohn in den Sweatshops nicht zum Überleben reichte. In diese Zeit fällt auch Friedrich Engels’ Die Lage der arbeitenden Klasse in England von 1844/45, die unter ähnlichem Eindruck geschrieben wurde, jedoch den Begriff Sweatshop nicht erwähnt.
Die Arbeitsbedingungen, bei denen ohne jeden Arbeits- und Krankenschutz gearbeitet wurde, ist schon frühzeitig kritisiert worden (Pauperismusliteratur) und hat bis zur Herausbildung des Spätkapitalismus zu einer umfangreichen Liste an Schutzbestimmungen geführt. Der Begriff wandelte sich so hin zur Bezeichnung jener Betriebe, die die etablierten Schutzbestimmungen missachten. Das Aufstreben von Schwellenländern, in denen wiederum die Phänomene der Sweatshops aufkamen, führte zu einem Wiederaufleben des Begriffs – es wurde zum Marketingargument des „Sweatshop-free“, dass im Rahmen der Geschäftsethik auf angemessene Arbeitsbedingungen in den Zuliefererbetrieben geachtet wird. Eine inhaltliche Definition ist dabei nicht gegeben – eng eingeschränkt sind es allein kritikwürdige Arbeitsbedingungen mit hohem Anteil manueller Tätigkeit, während er in der Verallgemeinerung mit Ausbeutungsbetrieben jeder Art zusammenfällt.

## Kritik am Sweatshopbegriff
Kritiker des Sweatshopbegriffes argumentieren, dass trotz der miserablen Arbeitsbedingungen die in diesen Betrieben beschäftigten Menschen ansonsten arbeitslos wären. Verschiedene Studien zeigen, dass die Löhne in den von multinationalen Konzernen betriebenen oder beauftragten Produktionsstätten in Entwicklungsländern meist über den Durchschnittslöhnen in diesen Ländern liegen. Kampagnen gegen den Kauf von in Sweatshops produzierten Gütern schadeten den Arbeitern in armen Ländern somit finanziell.
Bei korrekter Verwendung lässt sich jedoch argumentieren, dass eben der Begriff „Sweatshop“ genau die Definition der miserablen Arbeitsbedingungen meint, und somit auch auf diese Betriebe anwendbar ist.